# Vordernbergertal

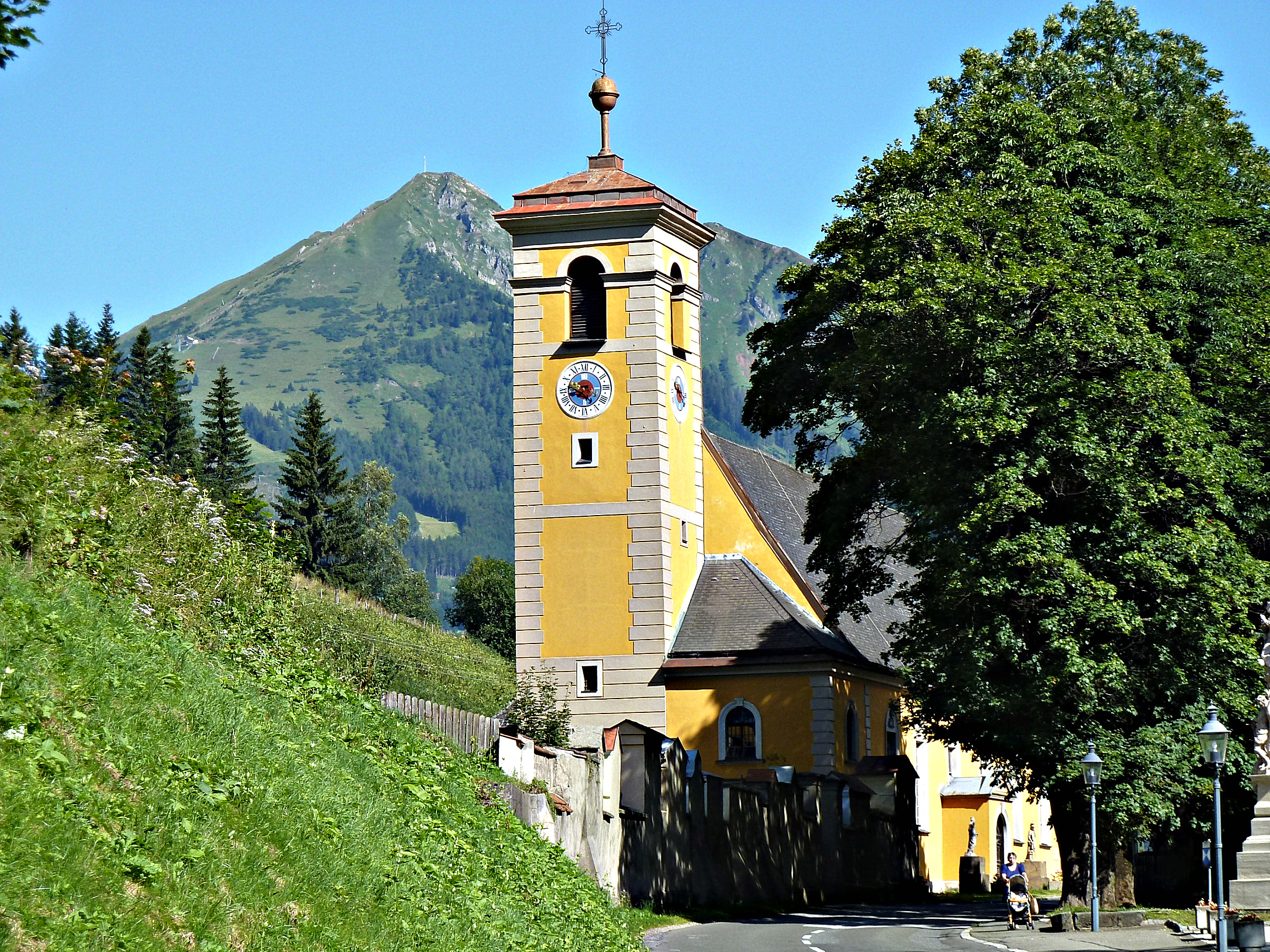
Pfarrkirche Mariä Himmelfahrt im Vordernbergtal

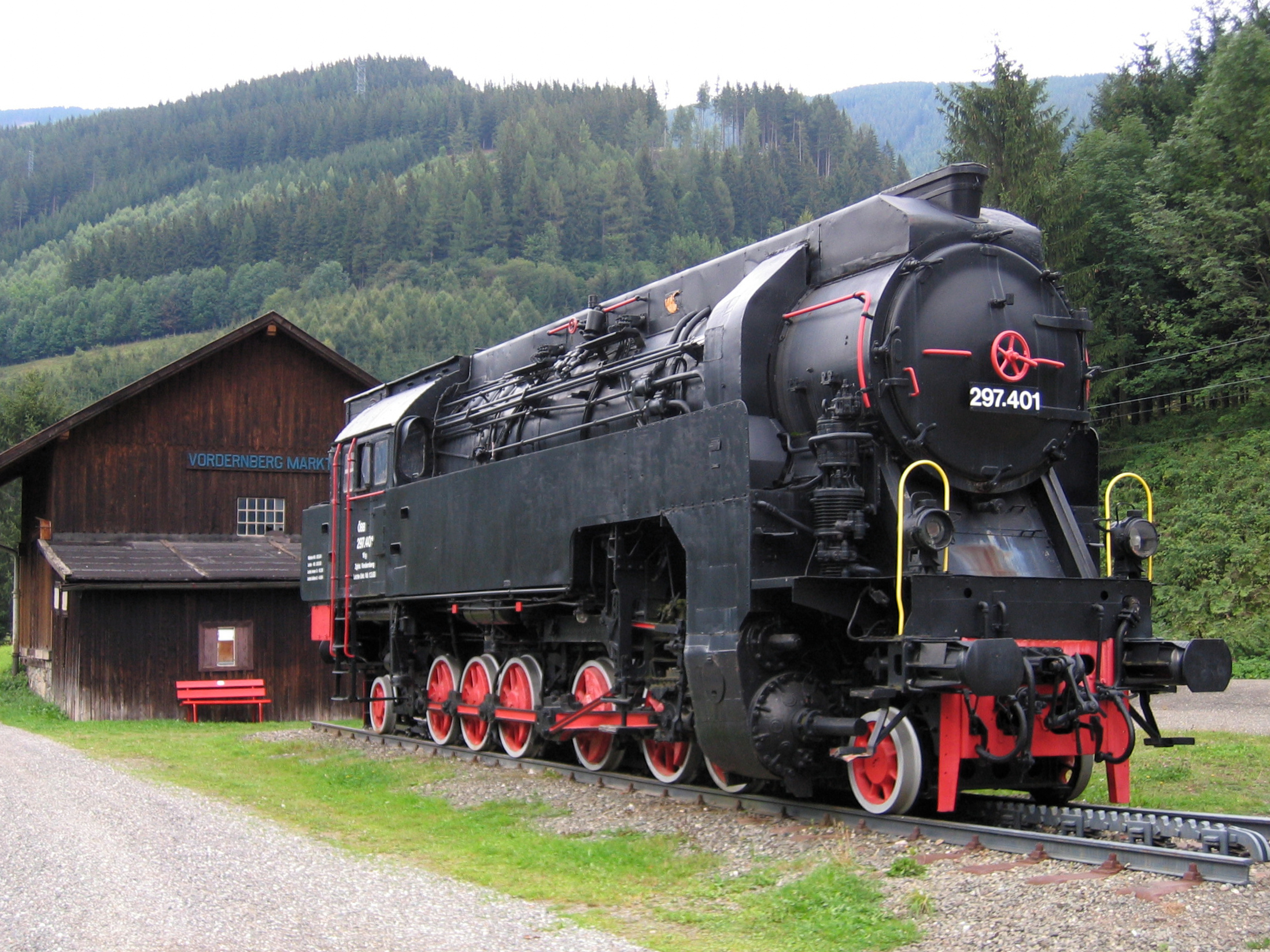
Lokomotive im Bahnhof Vordernberg Markt

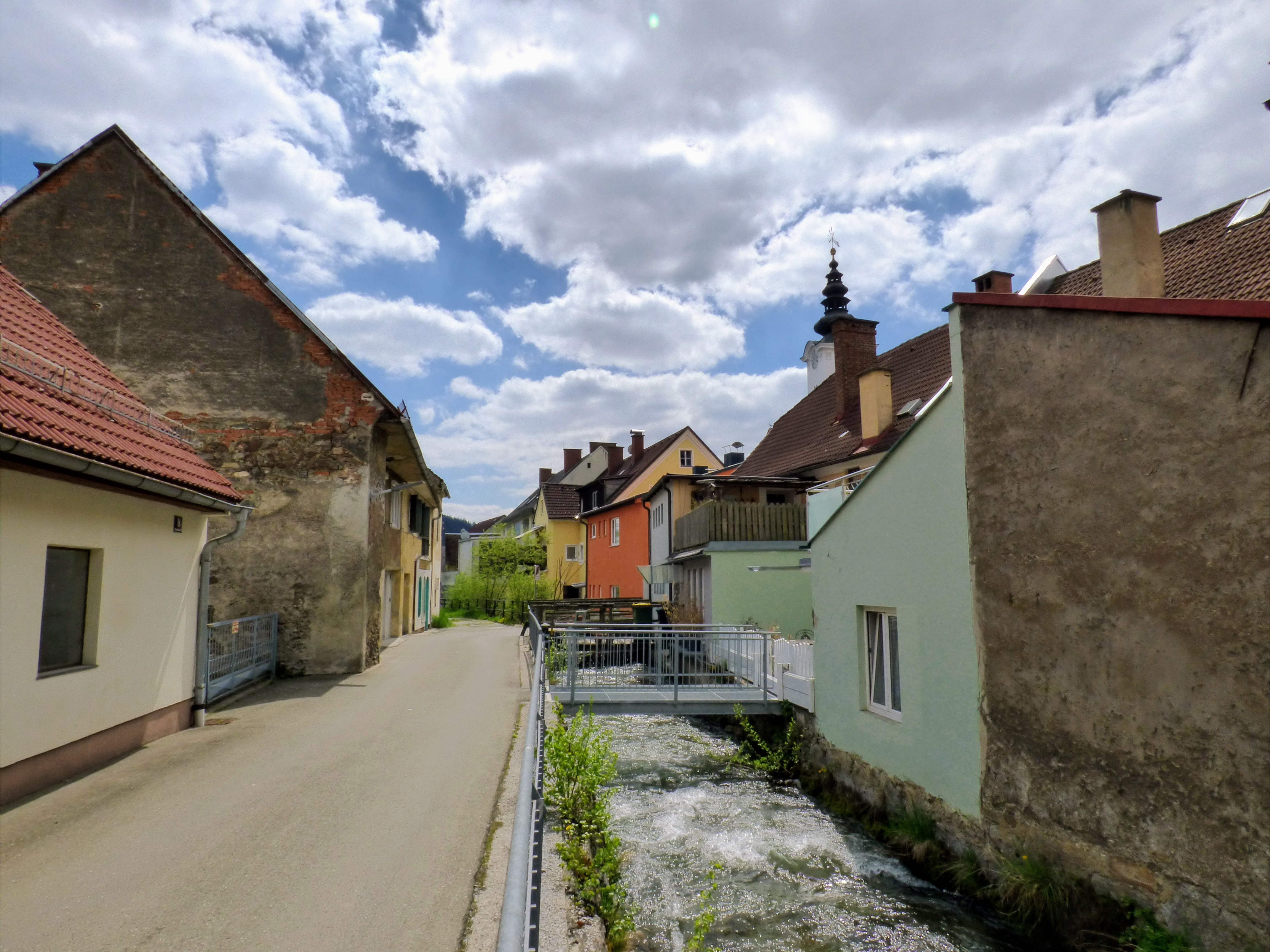
Vordernbergerbach in Trofaiach

Das Vordernbergertal liegt im Bezirk Leoben in der Steiermark.
Es erstreckt sich vom Präbichl bis zur Bezirkshauptstadt Leoben entlang des Vordernbergerbachs, der auf der Handlalm am Präbichl entspringt und in Leoben in die Mur mündet. Anteil am Vordernbergertal haben die Gemeinden Vordernberg,  Trofaiach, Sankt Peter-Freienstein und Donawitz (ein Stadtteil von Leoben).
Das Tal zählt ca. 18.000 Einwohner.

## Klima
Das Vordernbergertal liegt in der alpinen Klimazone. Die Inversionsverhältnisse sind durch den Hochnebelkörper des Murtales bestimmt. Die Jahresdurchschnittstemperaturen betragen 7 °C. Es gibt ungefähr 140 Frosttage im Jahr, wobei das Klima in Richtung Mur milder wird. Der Jahresniederschlag beträgt durchschnittlich, je nach Lage 700–850 mm.

## Besiedlungsgeschichte
Die früheste bekannte größere Ansiedlung im Vordernbergertal war eine urnenfelderzeitliche Höhensiedlung auf dem 886 Meter hohen Kulm bei Trofaiach, die von zirka 850 vor Chr. bis zirka 750 vor Chr. bestanden hat. 
Aus der Römerzeit gibt es Funde aus dem Trofaiacher Ortsteil Laintal und aus dem Leobner Ortsteil Donawitz.
Ab 600 nach Chr. siedelten sich Alpenslawen im Vordernbergertal an, worauf viele Orts- und Flurbezeichnungen hinweisen. Von da an besteht siedlungsgeschichtlich eine echte Kontinuität. 
Nach der Übernahme Karantaniens durch die Bayern und später durch die Franken wurde nach 822 nach Chr. die fränkische Grafschaftsverfassung eingeführt. Erst nach dem Aufbau der deutschen Grundherrschaft und der vom Erzbistum Salzburg ausgehenden Kirchenorganisation begann nach 955 eine starke deutsche Zuwanderung in die Gebiete südlich des Alpenhauptkammes, vor allem aus dem bayrischen Raum. Das Vordernbergertal gehörte zur Grafschaft Leoben (erstmals genannt 904), deren verwaltungsmäßiger Mittelpunkt vorerst im unteren Vordernbergertal lag. Der erste Verwaltungsmittelpunkt war im heutigen Sankt Peter-Freienstein und wurde erst unter den Traungauern nach Leoben verlegt.
In Urkunden aus dem Mittelalter wird das Tal Liupinatal genannt. Der Vordernbergerbach wurde als „Lewben“, später „Liuben“ oder „Leuben“, bezeichnet. Diese Namen leiten sich  aus dem slawischen Lijub ab, was so viel wie lieb, lieblich bedeutet. Daraus entstand der Name der Stadt Leoben.

## Wirtschaft
Vom späten Mittelalter  bis ins 20. Jahrhundert und auch  noch heute wird die Wirtschaft vorwiegend durch die Verhüttung des am nahe gelegenen Erzberg gewonnenen Eisenerzes und die Weiterverarbeitung des Roheisens bestimmt. Das größte Unternehmen im Vordernbergertal ist das Werk Donawitz der Voestalpine, in dem rund 2000 Mitarbeiter beschäftigt sind. Daneben wird die Wirtschaft überwiegend von Kleinunternehmen geprägt. Es gibt aber auch noch land- und forstwirtschaftliche Betriebe, die sich mit Viehzucht, Grünlandwirtschaft bzw. Holzwirtschaft beschäftigen.